# Teufelsmauer (Erzgebirge)

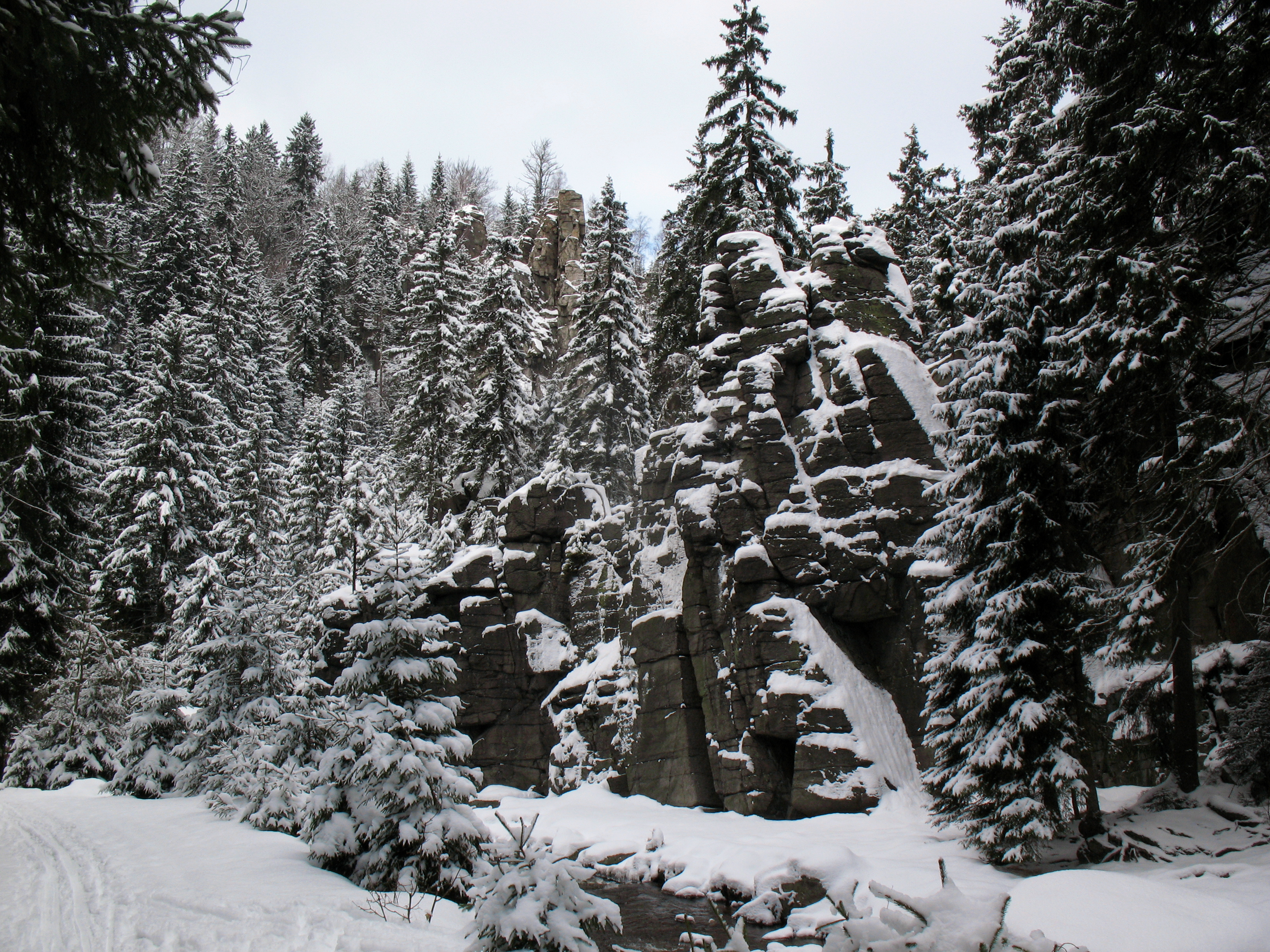
Westliches Ende der Teufelsmauer an der Schwarzen Pockau, im Hintergrund der Nonnenfelsen

Die Teufelsmauer ist ein aus rotem und grauen Gneis bestehendes Felsmassiv im Tal der Schwarzen Pockau zwischen Pobershau und der Landesgrenze zu Tschechien.
Der Grund wird auch Schwarzwassertal genannt. Er ist landschaftlich sehr reizvoll. Am westlichen Talhang verläuft der Grüne Graben, der einst die Bergwerke bei Pobershau mit Aufschlagwasser versorgte.
Die Teufelsmauer ist heute unter anderem auch bei den Felskletterern bekannt.
Koordinaten: 50° 37′ 32,37″ N, 13° 14′ 21,99″ O